# Josip Vrtovec
Josip Vrtovec, slovenski zdravnik, * 22. november 1899, Velike Žablje, † 20. januar 1978, Gorica.    

## Življenje in delo
Rodil se je v družini krojača Jožeta Vrtovca. Mati mu je bila Antonija (rojena Vidmar). Ljudsko šolo je obiskoval v rojstnem kraju, gimnazijo pa v Gorici (1910-1914) in na Zavodu svetega Stanislava v Šentvidu pri Ljubljani, kjer je leta 1918 tudi maturiral. Ljubil je glasbo in med počitnicami v domačem kraju vodil cerkveni pevski zbor. Po nasvetu domačega župnika se je odločil za študij medicine. Vpisal se je na Medicinsko fakulteto v Ljubljani in tu končal 4 letnike, ter nadaljeval študij v Pragi in Gradcu, kjer je leta 1924 diplomiral. Po končanem študiju je sprejel službo v Higienskem zavodu v Ljubljani. Dve leti kasneje je odšel na strokovno izpopolnjevanje v Združene države Amerike. Po vrnitvi mu je bila zaupana ustanovitev prvega zdravstvenega doma v Mariboru (1929). V okviru zdravstvenega doma je vodil protituberkulozni in antirabični dispanzer, higienskoepidemiološki oddelek, serobakteriološki laboratorij (postopoma ustanovljen v letih 1929-1936) in šolsko polikliniko z dispanzerjem za dojenčke. Kot priznanje za zasluge s civilnem področju mu je kralj Peter II. podelil visoko odlikovanje red sv. Save 
Po nemški zasedbi Maribora 1941 je bil kot mnogo drugih rodoljubov aretiran in deportiran v Srbijo, od koder mu je uspelo kmalu priti v Ljubljano, od tam pa k družini na Črni Vrh nad Idrijo ter tam pomagati civilnemu prebivalstvu in partizanom. V času bitke pri Godoviču je organiziral partizansko bolnišnico v Zadlogu in v njej tudi operiral. Ob nemški ofenzivi septembra je skupaj z dr. Petrom Galo izvedel evakuacijo renjencev iz bolnišnice Zadlog na Križno goro (957 m) in dalje proti Krajnemu Dolu nad Črnim Vrhom. Za to prizadevanje je po osvoboditvi prejel priznanje in diplomo. Jeseni 1943 je bil ponovno aretiran in poslan v Gorico. Tu je po sili razmer moral sprejeti mesto primarija v psihiatrični bolnišnici, v kateri je nato služboval do upokojitve leta 1966.